# Opération Tolérance Zéro
Pour les articles homonymes, voir Tolérance zéro (homonymie).
L’Opération Tolérance Zéro est un story-arc publié par Marvel Comics en 1996-1997.

## Synopsis
Dans ce crossover de l’univers Marvel (centré sur les équipes mutantes), l’histoire débute quand le Moule Initial des Sentinelles fusionne avec Nemrod, une Sentinelle venue d'un futur alternatif.
L’hybride, ayant forme humaine et appelé Bastion, se dissimule pendant un temps au sein de la population américaine.
Dans une période politique agitée concernant les droits des mutants, Bastion gravit les échelons de la politique américaine.
Deux évènements déclenchèrent l’Opération : la chute de l'entité Onslaught (qui fit disparaître la plupart des grands super-héros nationaux) et la mort de Graydon Creed, le chef du parti des Amis de l’Humanité.
L’Opération Tolérance Zéro réactiva les intelligences artificielles des Sentinelles Primes, des cyborgs humains ignorant jusqu’alors leur nature réelle. Ces cyborgs capturèrent Jubilé et certains X-Men, comme le Professeur Xavier, qui fut forcé de fournir ses dossiers de protocoles secrets.  Les X-Men capturés réussirent à s'échapper de la base implantée au Nevada. Henry Gyrich (en) et le sénateur Robert Kelly (en), voyant que la situation dégénérait et rapprochait le pays d'une grave crise, voire d'une guerre civile, demandèrent au Président de stopper le projet et le gouvernement des États-Unis annula l’Opération. Le SHIELD captura donc Bastion, mais ce dernier réussit à s'enfuir.
Il tenta de lancer un deuxième assaut contre la population mutante, mais il fut stoppé par Cable et Machine Man.